# مایک کولتر
مایک رندال کولتر (انگلیسی: Mike Randal Colter؛ زادهٔ ۲۶ اوت ۱۹۷۶) هنرپیشه اهل کشور ایالات متحده آمریکا است.
از فیلم‌هایی که وی در آن نقش داشته‌است می‌توان به محبوب میلیون دلاری، مردان سیاه‌پوش ۳ و ایفای نقش شخصیت لوک کیج در مجموعه‌های تلویزیونی جسیکا جونز، لوک کیج، مدافعان و پوست (۲۰۱۸) اشاره کرد.